# Krystyna Adamiec
Krystyna Adamiec, także Krystyna Adamiec-Kozłowska (ur. 19 czerwca 1947) – polska aktorka teatralna, filmowa i telewizyjna.
W 1972 ukończyła studia na PWST w Warszawie. W latach 1972–1979 występowała w Teatrze Rozmaitości w Warszawie, w latach 1985–1986 – w warszawskim Teatrze Dramatycznym.

## Spektakle teatralne
PWST w Warszawie
- 1972 – Akty (reż. Jerzy Jarocki)

Teatr Rozmaitości w Warszawie
- 1972 – Hultaj jako Klara (reż. Andrzej Ziębiński)
- 1973 – Piosenki Kolegi (program składany; reż. Andrzej Jarecki)
- 1974 – Nieuczesani jako Magda; Hipiska (reż. Ludwik René)
- 1974 – Nowe cierpienia młodego W. jako Charlotta (reż. Henryk Rozen)
- 1975 – Zajmij się Amelią jako Irena (reż. Józef Słotwiński)
- 1976 – Sen jako Osoba z towarzystwa (reż. Jerzy Dobrowolski)
- 1977 – Poskromienie złośnicy jako Bianka (reż. Zbigniew Bogdański)
- 1979 – Fenomeny jako Pokojowa (reż. Tomasz Grochoczyński)

Estrada Stołeczna w Warszawie
- 1979 – Nasza patetyczna jako Żona (reż. Wojciech Brzozowicz)

Teatr Dramatyczny w Warszawie
- 1985 – Wielki testament jako Pycha (reż. Włodzimierz Kaczkowski)
- 1986 – Która godzina? jako Słonko (reż. Włodzimierz Fełenczak)

## Filmografia
- 1974 – Koniec babiego lata jako Misza, dziewczyna Józka
- 1977 – Pani Bovary to ja jako koleżanka
- 1978 – Dorota jako Elżbieta
- 1979 – Doktor Murek jako Nira Horzyńska, narzeczona Murka
- 1989 – Sztuka kochania jako Gość na przyjęciu u Pasikonika
- 1997 – Klan jako Płatek, matka Katarzyny, dziewczyny umierającej na AIDS
- 2001 – Marszałek Piłsudski w odc. 3
- 2005 – Sąsiedzi jako Ciocia Agata